# 南江角蟾
南江角蟾（学名：Megophrys nankiangensis）为角蟾科角蟾属的两栖动物，是中国的特有物种。分布于四川等地。该物种的模式产地在四川南江县。其种加词“nankiangensis”意为“四川省南江县的”。

## 保护
本种于2023年被收录入《有重要生态、科学、社会价值的陆生野生动物名录》。